# Paul Pierre Méouchi
Paul Pierre Méouchi, patriarca della Chiesa maronita (in araba: بولس الثاني بطرس المعوشي; Jezzin, 1º aprile 1894 – Beirut, 11 gennaio 1975), è stato un cardinale e patriarca cattolico libanese.

## Biografia
Nacque a Jezzin il 1º aprile 1894.
Ordinato sacerdote il 7 dicembre 1917, fu nominato arcieparca di Tiro il 19 aprile 1934 ed ordinato vescovo dal patriarca Antoun Boutros Arida l'8 dicembre dello stesso anno.
Il 25 maggio 1955 è stato eletto patriarca della Chiesa maronita succedendo a Antoun Boutros Arida.
Papa Paolo VI lo elevò al rango di cardinale nel concistoro del 22 febbraio 1965, facendo di lui il primo libanese e maronita a raggiungere la porpora.
Morì l'11 gennaio 1975 all'età di 80 anni.

## Genealogia episcopale e successione apostolica
La genealogia episcopale è:
- Patriarca Youhanna Boutros Bawwab el-Safrawi
- Patriarca Jirjis Rizqallah
- Patriarca Stefano Douayhy
- Patriarca Yaaqoub Boutros Awwad
- Patriarca Semaan Boutros Awwad
- Patriarca Youssef Boutros Estephan
- Patriarca Youhanna Boutros Helou
- Patriarca Youssef Boutros Hobaish
- Patriarca Boulos Boutros Massaad
- Patriarca Elias Boutros Hoayek
- Patriarca Antoun Boutros Arida
- Cardinale Paul Boutros Méouchi

La successione apostolica è:
- Arcivescovo Elie Farah (1954)
- Vescovo Michael Doumith (1956)
- Arcivescovo Joseph Khoury (1956)
- Arcivescovo Jean Chedid, O.M.M. (1956)
- Cardinale Nasrallah Boutros Sfeir (1961)
- Arcivescovo Francis Mansour Zayek (1962)
- Vescovo Chucrallah Harb (1967)
- Arcivescovo Joseph Salamé (1967)
- Arcivescovo Ignace Abdo Khalifé, S.I. (1970)
- Vescovo Joseph Merhi, M.L. (1972)